# Matzing
Matzing is een plaats in de Duitse gemeente Traunreut, deelstaat Beieren, en telt 850 inwoners.